# Wesselburener Loch
Das Wesselburener Loch ist ein Priel im Wattenmeer nordwestlich von Büsum vor der Dithmarscher Küste.
Bei den als Löchern bezeichneten Prielen handelt es sich um tiefgehende, kleine Priele, die ihre volkstümliche Bezeichnung zu Recht führen, da sie kilometerlange, muldenartige Vertiefungen des Wattenbodens darstellen. Infolge ihrer großen Tiefe (beim Wesselburener Loch beispielsweise bis zu zwölf Meter) kann das Wasser bei Ebbe nie vollständig abfließen.